# Miguel Trallero Gargallo
Miguel Trallero Gargallo, més conegut pel pseudònim Trallero d'A va ser un dibuixant de còmic i caricaturista de premsa català. Es destaca la seua habilitat a l'hora d'utilitzar la bafarada múltiple. Va publicar a Flashmen, Mata Ratos i El Jueves.

## Sèries
| Títol                     | Any  | Publicació |
| ------------------------- | ---- | ---------- |
| La República de Jauja     | 1974 | Flashmen   |
| Los chanchullos de la Cía | 1975 | Flashmen   |
| Las tierras del señorito  | 1977 | El Jueves  |